# Trachelium lanceolatum
Trachelium lanceolatum là loài thực vật có hoa trong họ Hoa chuông. Loài này được Guss. miêu tả khoa học đầu tiên năm 1843.